# Vilija Matačiūnaitė
Vilija Matačiūnaitė (Vilnius, 1986. június 24. –) litván énekesnő, dalszerző, színésznő. Ő képviselte Litvániát a 2014-es Eurovíziós Dalfesztiválon, a dán fővárosban, Koppenhágában.

## Zenei karrier

### 2005-ös Eurovíziós Dalfesztivál
Vilija 2005-ben az "Oh my God" című dalával elindult a 2005-ös Eurovíziós Dalfesztivál litván nemzeti döntőjén, ahol a 733 ponttal a hetedik helyet szerezte meg.

### 2014-es Eurovíziós Dalfesztivál
2014-ben újra jelentkezett a litván nemzeti döntőre, a "Eurovizijos" dainų konkurso nacionalinė atranka-ra. Egészen a március 1-i döntőig menetelt, ahol győzni tudott, így ő képviselhette hazáját az 59. Eurovíziós Dalfesztiválon, Koppenhágában. Versenydalát is, az Attention-t társszerzőként ő írta. (A dalt egy héttel korábban, február 23-án választottak ki.)
2014. május 8-án, a dalfesztivál második elődöntőjében lépett fel, ahol nem sikerült továbbjutnia a döntőbe.

## Diszkográfia
| Cím   | Album részletei                                                          | Minősítés |
| ----- | ------------------------------------------------------------------------ | --------- |
| Mylėk | - Első stúdióalbum - Megjelent: 2006. október 27. - Kiadó: Prior Records | –         |

## Filmográfia
| Év   | Film                                       | Szerep | Megjegyzés  |
| ---- | ------------------------------------------ | ------ | ----------- |
| 2010 | Mano mylimas prieše (tv-sorozat)           | Miglė  | –           |
| 2013 | Romeo ir Džiuljeta (TV műsor)              | önmaga | műsorvezető |
| 2014 | 2014-es Eurovíziós Dalfesztivál (TV műsor) | önmaga | versenyző   |